# Shabnam
Shabnam oder auch Schabnam ist ein weiblicher Vorname. Die gleichbedeutende türkische Form lautet Şebnem. Ferner taucht er in Bengalisch শবনম und in Urdu شبنم auf.

## Herkunft und Bedeutung des Namens
Der Name stammt aus dem Persischen (persisch شبنم Shabnam) und stellt eine Zusammensetzung der selbstständig vorkommenden Wörter shab ‚Abend‘, ‚Nacht‘ und nam ‚Nässe‘, ‚Feuchtigkeit‘ dar. Die persische Bedeutung für diesen Namen lautet ‚Morgentau‘. Die Zusammensetzung der beiden Worte nimmt verschiedene Bedeutungen ein – wie etwa Tau auf Blumen, feiner Musselin oder Ohrgehänge. Eine Affinität besteht zu dem aus dem Arabischen stammenden Namen Selim.

## Namensträgerinnen
- Şebnem Ferah (* 1972), türkische Rockmusikerin
- Şebnem Korur Fincancı (* 1959), türkische Professorin für Rechtsmedizin und Menschenrechtlerin
- Şebnem İşigüzel (* 1973), türkische Schriftstellerin
- Şebnem Paker (* 1977), türkische Sängerin und zweimalige Eurovision-Song-Contest-Teilnehmerin